# Chalancon
Pour l’article ayant un titre homophone, voir Chalencon.
Chalancon est une commune française située dans le département de la Drôme, en région Auvergne-Rhône-Alpes.
Ses habitants sont dénommés les Chalanconnais.

## Géographie

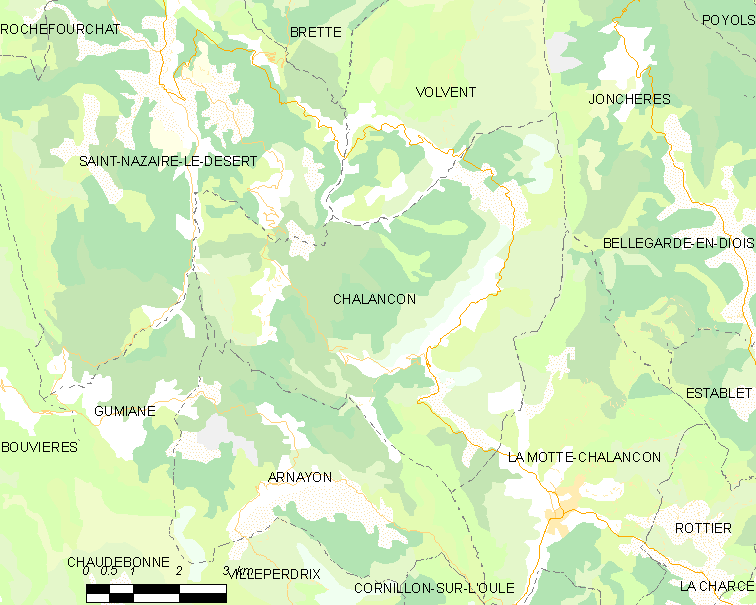
Chalancon et les communes environnantes.

### Localisation
Chalancon est située à 40 km de Die.

### Relief et géologie
Le paysage est montagneux et tourmenté.
Le point culminant de la commune est à l'est, dans le massif de la Montagne de Praloubeau, à 1 525 m d'altitude, au Gros Moure.
Sites particuliers :
- Col de Chamauche
- Col de Bouteyrolle
- Col de Volvent
- Col des Roustans
- Col du Buisson
- Col du Gorat
- Col Martin (1010 m)
- Combe Buisse
- Combe du Four
- Combe Muse
- Grand Adret
- Montagne de l'Eyriau
- Montagne de Longue Serre
- Montagne de Praloubeau
- Pas de Félix
- Pas de la Lune
- Pas de la Sambianou
- Pas de l'Échaillon
- Pas de l'Échelle
- Serre Bonnenuit
- Serre Brousset
- Serre de Bouteyrolle
- Serre de la Croix
- Serre de Toart (877 m)

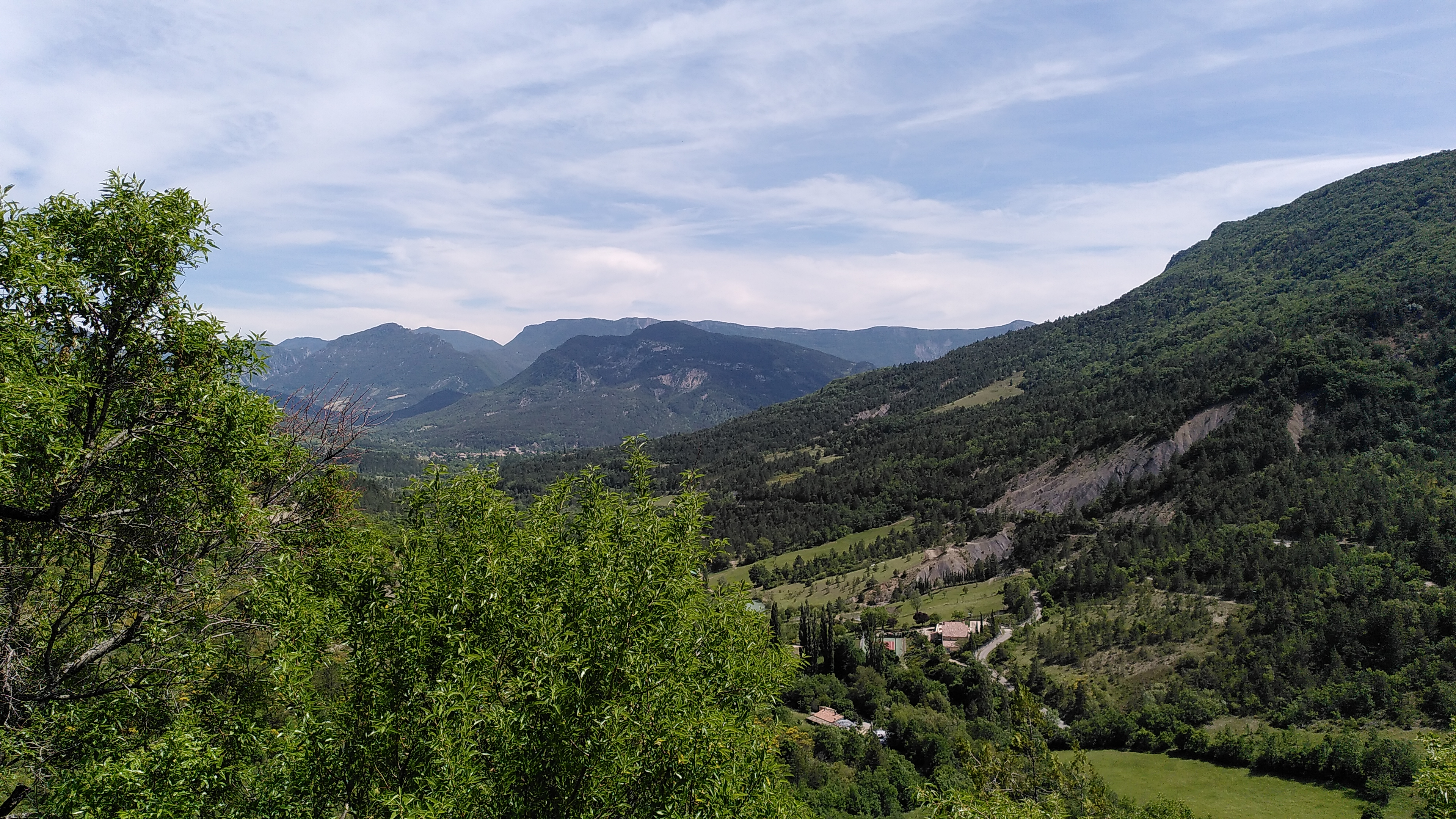
Vue depuis le village.
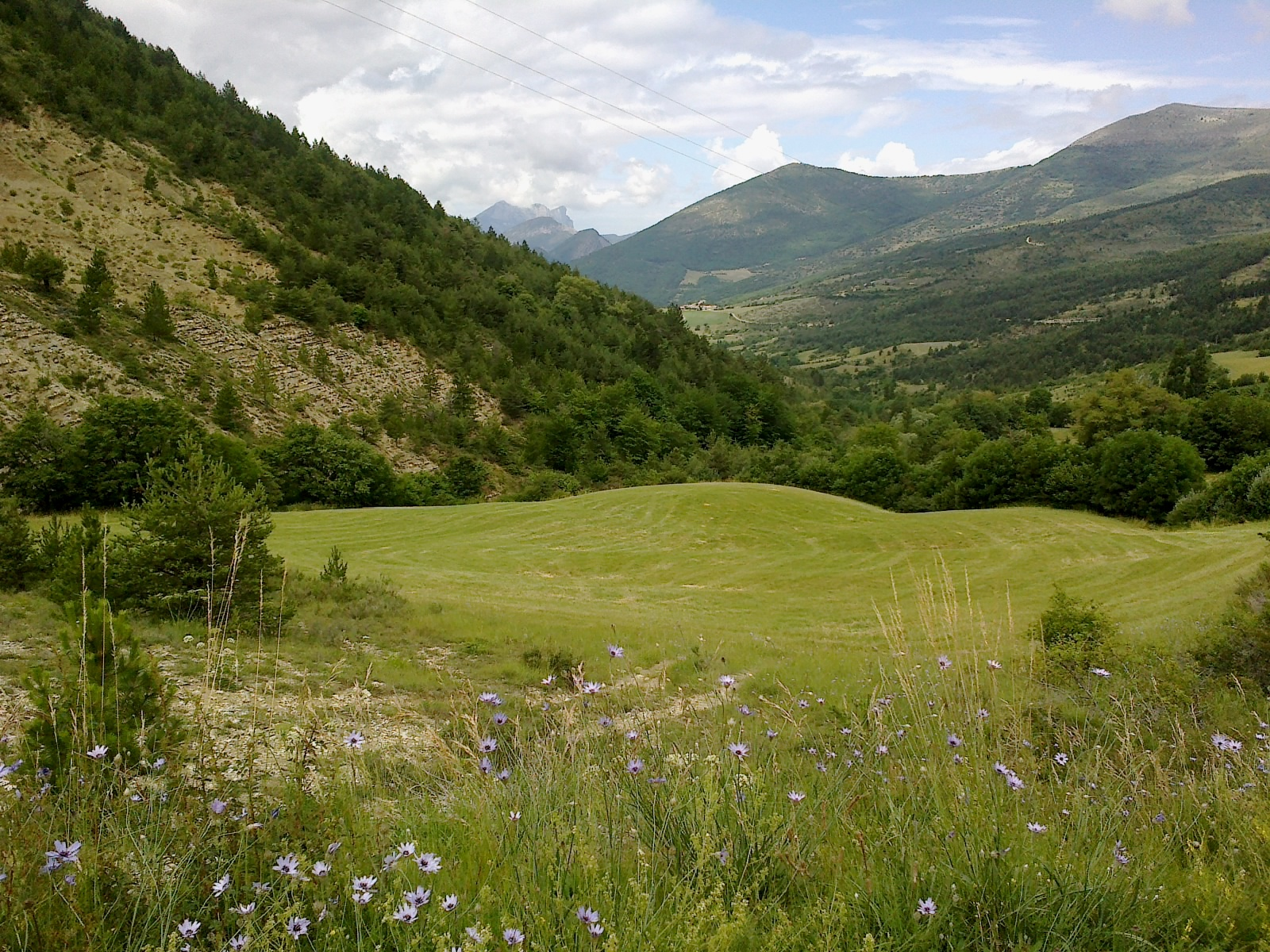
Col des Roustans.
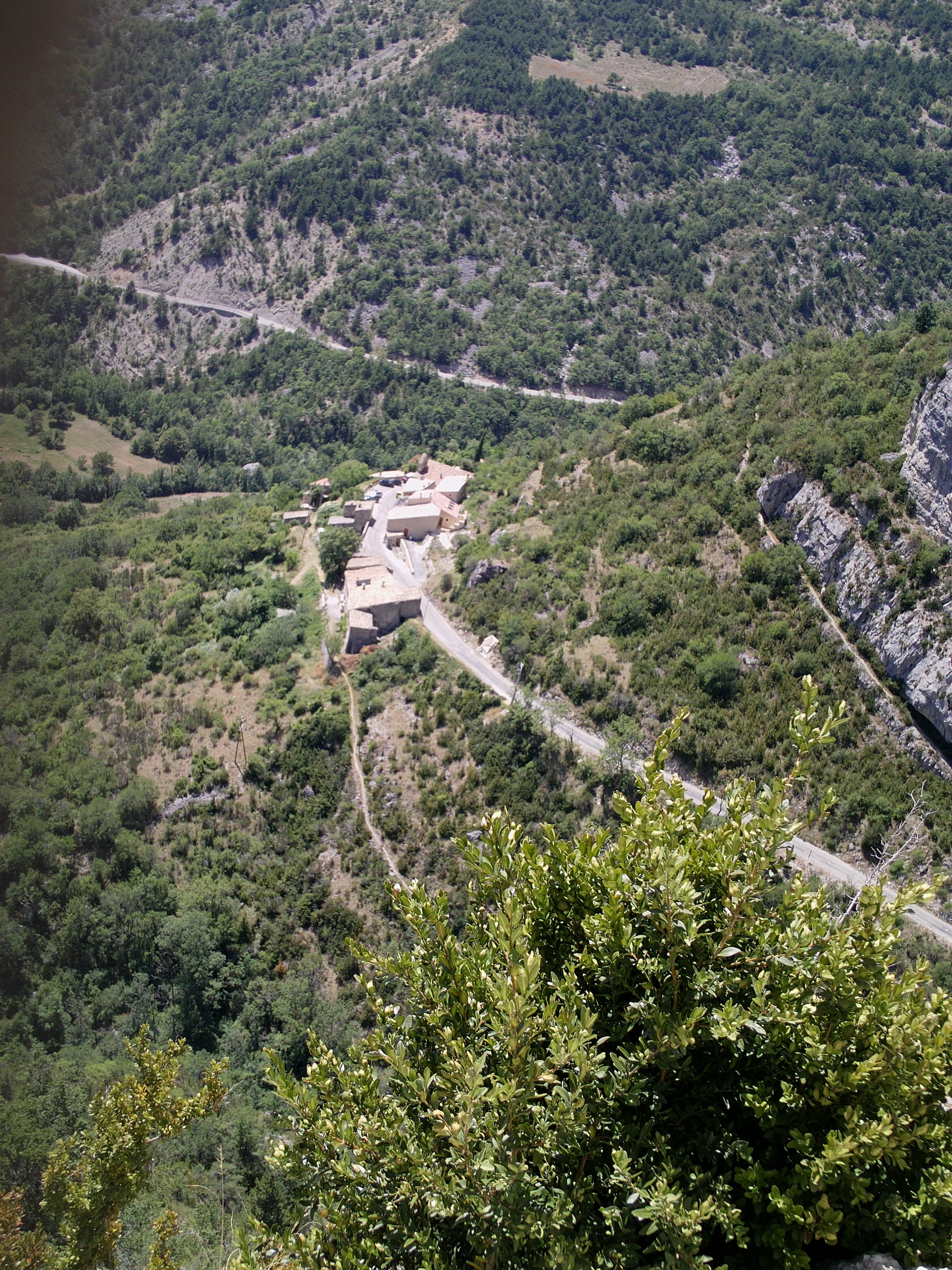
Pas de l'Échelle.

### Hydrographie

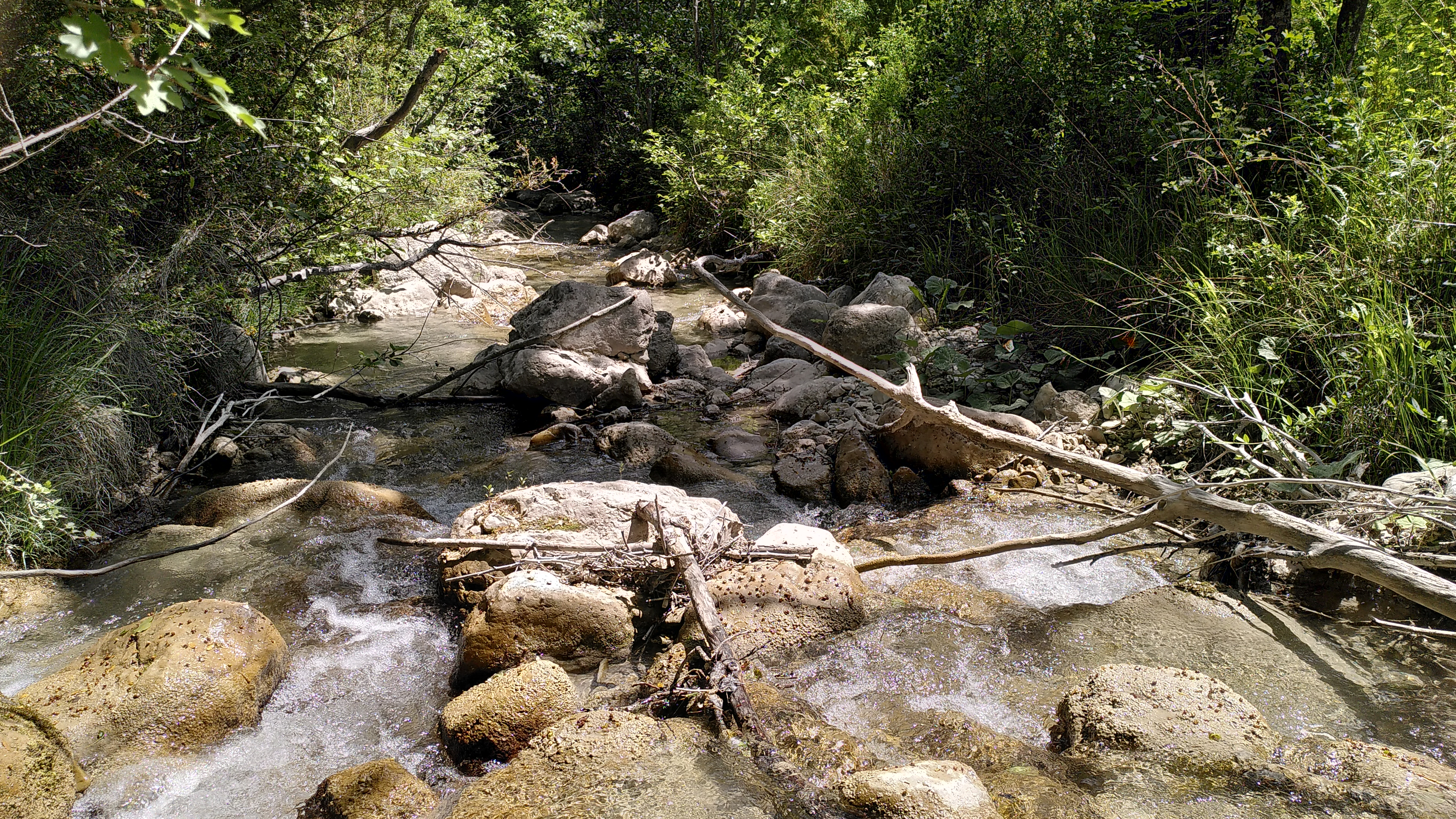
Le ruisseau d'Aiguebelle.

La commune est arrosée par les cours d'eau suivants :
- la Roanne
- Ravin de Bandelle
- Ravin de Fortune
- Ravin de la Buissière
- Ravin de la Courroie
- Ravin de la Laide
- Ravin des Ariers
- Ravin des Chanaux
- Ravin des Côtes
- Ruisseau d'Aiguebelle
- Ruisseau de Champanin
- Ruisseau de Trébou
- Ruisseau de Volvent
- Ruisseau du Lavoir

Le Ruisseau d'Aiguebelle est attesté en 1891. Il a sa source au col des Roustans. Il traverse la commune puis passe sur celle de La Motte-Chalancon où il se jette dans l'Oule après un parcours de sept kilomètres. En 1891, sa largeur moyenne est de 11,60 m, sa pente de 84 m, son débit ordinaire de 0,10 m3, extraordinaire de 15 m3.

### Climat
Pour des articles plus généraux, voir Climat d'Auvergne-Rhône-Alpes et Climat de la Drôme.
En 2010, le climat de la commune est de type climat méditerranéen altéré, selon une étude du CNRS s'appuyant sur une série de données couvrant la période 1971-2000. En 2020, Météo-France publie une typologie des climats de la France métropolitaine dans laquelle la commune est exposée à un climat de montagne ou de marges de montagne et est dans la région climatique  Alpes du sud, caractérisée par une pluviométrie annuelle de 850 à 1 000 mm, minimale en été. 
Pour la période 1971-2000, la température annuelle moyenne est de 10,3 °C, avec une amplitude thermique annuelle de 16,6 °C. Le cumul annuel moyen de précipitations est de 973 mm, avec 8,5 jours de précipitations en janvier et 4,9 jours en juillet. Pour la période 1991-2020, la température moyenne annuelle observée sur la station météorologique de Météo-France la plus proche, sur la commune de Bellegarde-en-Diois à 7 km à vol d'oiseau, est de 10,5 °C et le cumul annuel moyen de précipitations est de 1 016,9 mm,. Pour l'avenir, les paramètres climatiques de la commune estimés pour 2050 selon différents scénarios d'émission de gaz à effet de serre sont consultables sur un site dédié publié par Météo-France en novembre 2022.

## Urbanisme

### Typologie
Au 1er janvier 2024, Chalancon est catégorisée commune rurale à habitat très dispersé, selon la nouvelle grille communale de densité à 7 niveaux définie par l'Insee en 2022.
Elle est située hors unité urbaine et hors attraction des villes,.

### Occupation des sols
L'occupation des sols de la commune, telle qu'elle ressort de la base de données européenne d’occupation biophysique des sols Corine Land Cover (CLC), est marquée par l'importance des forêts et milieux semi-naturels (84,5 % en 2018), en diminution par rapport à 1990 (88,9 %). La répartition détaillée en 2018 est la suivante : forêts (47,5 %), milieux à végétation arbustive et/ou herbacée (31,6 %), zones agricoles hétérogènes (13,4 %), espaces ouverts, sans ou avec peu de végétation (5,3 %), prairies (2,2 %). L'évolution de l’occupation des sols de la commune et de ses infrastructures peut être observée sur les différentes représentations cartographiques du territoire : la carte de Cassini (XVIIIe siècle), la carte d'état-major (1820-1866) et les cartes ou photos aériennes de l'IGN pour la période actuelle (1950 à aujourd'hui).

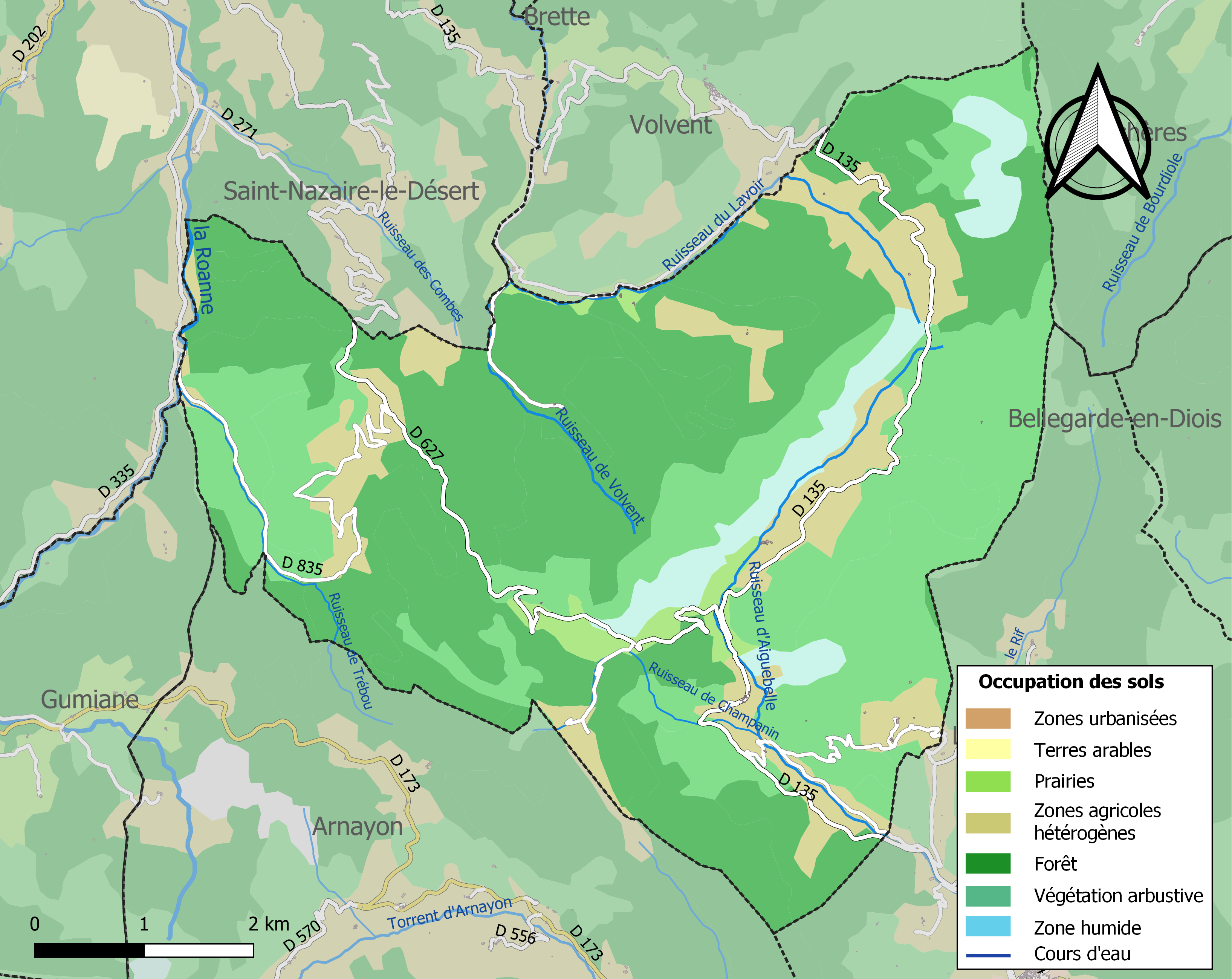
Carte des infrastructures et de l'occupation des sols de la commune en 2018 (CLC).

### Morphologie urbaine

#### Quartiers, hameaux et lieux-dits
Site Géoportail (carte IGN) :
- Achard
- Bachon
- Béraux
- Biarrès
- Bloudon
- Bois du Floquet
- Bois Rond
- Bonnenuit
- Boucheverre
- Bourelle
- Brès
- Bruston
- Chamauche
- Champ la Somme
- Clos Marinoux
- Clot Tabouneau
- Clot Viel
- Courby
- Coustouriolle
- Fatouvière
- Faucon
- Forêt Domaniale d'Aiguebelle
- Frigourier
- Garanche
- Grange Crêma
- Grange Neuve
- Gros Moure
- la Barratte
- la Blache
- la Caille
- la Chanau du Mino
- la Combe de Chalancon
- la Gineste
- la Grange
- la Grenette
- la Laune
- l'Aleyriat
- la Pousterle
- la Rivière
- le Bachas
- l'Écharier
- le Cinglard
- le Collet
- le Gourd
- le Gourd
- le Grand Désert
- le Péché
- le Petit Désert
- le Plateau du Bois Rond
- les Bayles
- les Bertrands
- les Blaches
- les Buisses
- les Chênaux
- les Clapiers
- Lèscourtette
- les Côtes
- les Plaines
- les Prades
- les Roustans
- les Roux
- l'Ubac (est)
- l'Ubac (ouest)
- Moulard
- Pinchinier
- Rastelet
- Rembroussat
- Rouba
- Ruines du Monastère
- Saint-Jean
- Source des Templiers
- Trémouret
- Vabre

### Voies de communication et transports
La commune est desservie par les routes départementales D 135, D 627, D 835.

## Toponymie

### Attestations
Dictionnaire topographique du département de la Drôme :
- XIVe siècle : mention du prieuré : prior de Chalancone (pouillé de Die).
- 1509 : mention de l'église Saint-Pierre : ecclesia beati Petri Chalanconii (visites épiscopales).
- 1529 : locus Chalenconi (Mém. pour la communauté d'Arnayon).
- 1529 : mention du mandement : mandamentum Chalenconis (inventaire de la chambre des comptes).
- 1891 : Chalancon, commune du canton de La Motte-Chalancon.

## Histoire

### Du Moyen Âge à la Révolution
La seigneurie :
- Au point de vue féodal, la terre (ou seigneurie) était un fief des évêques de Die.
- 1344 : la terre appartient aux Monteynard.
- 1654 : passe aux Simiane.
- 1723 : passe (par héritage) aux Villeneuve-Vence, derniers seigneurs.

Avant 1790, Chalancon était une communauté de l'élection de Montélimar, subdélégation de Crest et du bailliage de Die.

Elle formait une paroisse du diocèse de Die dont l'église, dédiée à saint Pierre, était celle d'un prieuré de l'ordre de Saint-Augustin (congrégation de Saint-Ruf) fondé vers 1127. Les dîmes appartenaient au prieur qui présentait à la cure.

Le mandement de Chalancon avait la même étendue que la commune de ce nom.

### De la Révolution à nos jours
En 1790, la commune est comprise dans le canton de la Motte-Chalancon.

## Politique et administration

### Liste des maires
| Période                                                                      | Période                       | Identité                             | Étiquette        | Qualité                                      |
| ---------------------------------------------------------------------------- | ----------------------------- | ------------------------------------ | ---------------- | -------------------------------------------- |
| Les données manquantes sont à compléter. : de la Révolution au Second Empire |                               |                                      |                  |                                              |
| 1790                                                                         | 1871                          | ?                                    |                  |                                              |
| Les données manquantes sont à compléter. : depuis la fin du Second Empire    |                               |                                      |                  |                                              |
| 1871                                                                         | 1874                          | ?                                    |                  |                                              |
| 1874                                                                         | 1878                          | ?                                    |                  |                                              |
| 1878                                                                         | 1884                          | ?                                    |                  |                                              |
| 1884                                                                         | 1888                          | ?                                    |                  |                                              |
| 1888                                                                         | 1892                          | ?                                    |                  |                                              |
| 1892                                                                         | 1896                          | ?                                    |                  |                                              |
| 1896                                                                         | 1900                          | ?                                    |                  |                                              |
| 1900                                                                         | 1904                          | ?                                    |                  |                                              |
| 1904                                                                         | 1908                          | ?                                    |                  |                                              |
| 1908                                                                         | 1912                          | ?                                    |                  |                                              |
| 1912                                                                         | 1919                          | ?                                    |                  |                                              |
| 1919                                                                         | 1925                          | ?                                    |                  |                                              |
| 1925                                                                         | 1929                          | ?                                    |                  |                                              |
| 1929                                                                         | 1935                          | ?                                    |                  |                                              |
| 1935                                                                         | 1945                          | ?                                    |                  |                                              |
| 1945                                                                         | 1947                          | ?                                    |                  |                                              |
| 1947                                                                         | 1953                          | ?                                    |                  |                                              |
| 1953                                                                         | 1959                          | Marinette Roman                      |                  |                                              |
| 1959                                                                         | 1965                          | ?                                    |                  |                                              |
| 1965                                                                         | 1971                          | ?                                    |                  |                                              |
| 1971                                                                         | 1977                          | ?                                    |                  |                                              |
| 1977                                                                         | 1983                          | ?                                    |                  |                                              |
| 1983                                                                         | 1989                          | ?                                    |                  |                                              |
| 1989                                                                         | 1995                          | ?                                    |                  |                                              |
| 1995                                                                         | 2001                          | ?                                    |                  |                                              |
| 2001                                                                         | 2008                          | Jean-Pierre Bonnard                  |                  |                                              |
| 2008                                                                         | 2014                          | Jean-Pierre Bonnard                  |                  | maire sortant                                |
| 2014                                                                         | 2020                          | Isabelle Plasse                      | (sans étiquette) | employée conseillère municipale en mars 1995 |
| 2020                                                                         | En cours (au 23 janvier 2021) | Isabelle Plasse[source insuffisante] |                  | maire sortante                               |

## Population et société

### Démographie
L'évolution du nombre d'habitants est connue à travers les recensements de la population effectués dans la commune depuis 1793. Pour les communes de moins de 10 000 habitants, une enquête de recensement portant sur toute la population est réalisée tous les cinq ans, les populations de référence des années intermédiaires étant quant à elles estimées par interpolation ou extrapolation. Pour la commune, le premier recensement exhaustif entrant dans le cadre du nouveau dispositif a été réalisé en 2008.

En 2022, la commune comptait 59 habitants, en évolution de +20,41 % par rapport à 2016 (Drôme : +2,64 %, France hors Mayotte : +2,11 %).
| 1793 | 1800 | 1806 | 1821 | 1831 | 1836 | 1841 | 1846 | 1851 |
| ---- | ---- | ---- | ---- | ---- | ---- | ---- | ---- | ---- |
| 578  | 545  | 476  | 485  | 557  | 558  | 523  | 516  | 537  |

| 1856 | 1861 | 1866 | 1872 | 1876 | 1881 | 1886 | 1891 | 1896 |
| ---- | ---- | ---- | ---- | ---- | ---- | ---- | ---- | ---- |
| 468  | 452  | 452  | 410  | 416  | 399  | 366  | 358  | 346  |

| 1901 | 1906 | 1911 | 1921 | 1926 | 1931 | 1936 | 1946 | 1954 |
| ---- | ---- | ---- | ---- | ---- | ---- | ---- | ---- | ---- |
| 287  | 281  | 250  | 233  | 217  | 215  | 181  | 170  | 162  |

| 1962 | 1968 | 1975 | 1982 | 1990 | 1999 | 2006 | 2008 | 2013 |
| ---- | ---- | ---- | ---- | ---- | ---- | ---- | ---- | ---- |
| 137  | 93   | 77   | 76   | 81   | 56   | 61   | 63   | 49   |

| 2018 | 2022 | - | - | - | - | - | - | - |
| ---- | ---- | - | - | - | - | - | - | - |
| 58   | 59   | - | - | - | - | - | - | - |

### Enseignement
Chalancon dépend de l'académie de Grenoble mais ne dispose d'aucun établissement scolaire. L'école maternelle et l'école primaire les plus proches se trouvent à Sahune.

### Sports
- Escalade : Via ferrata du Pas de l'Échelle[réf. nécessaire].

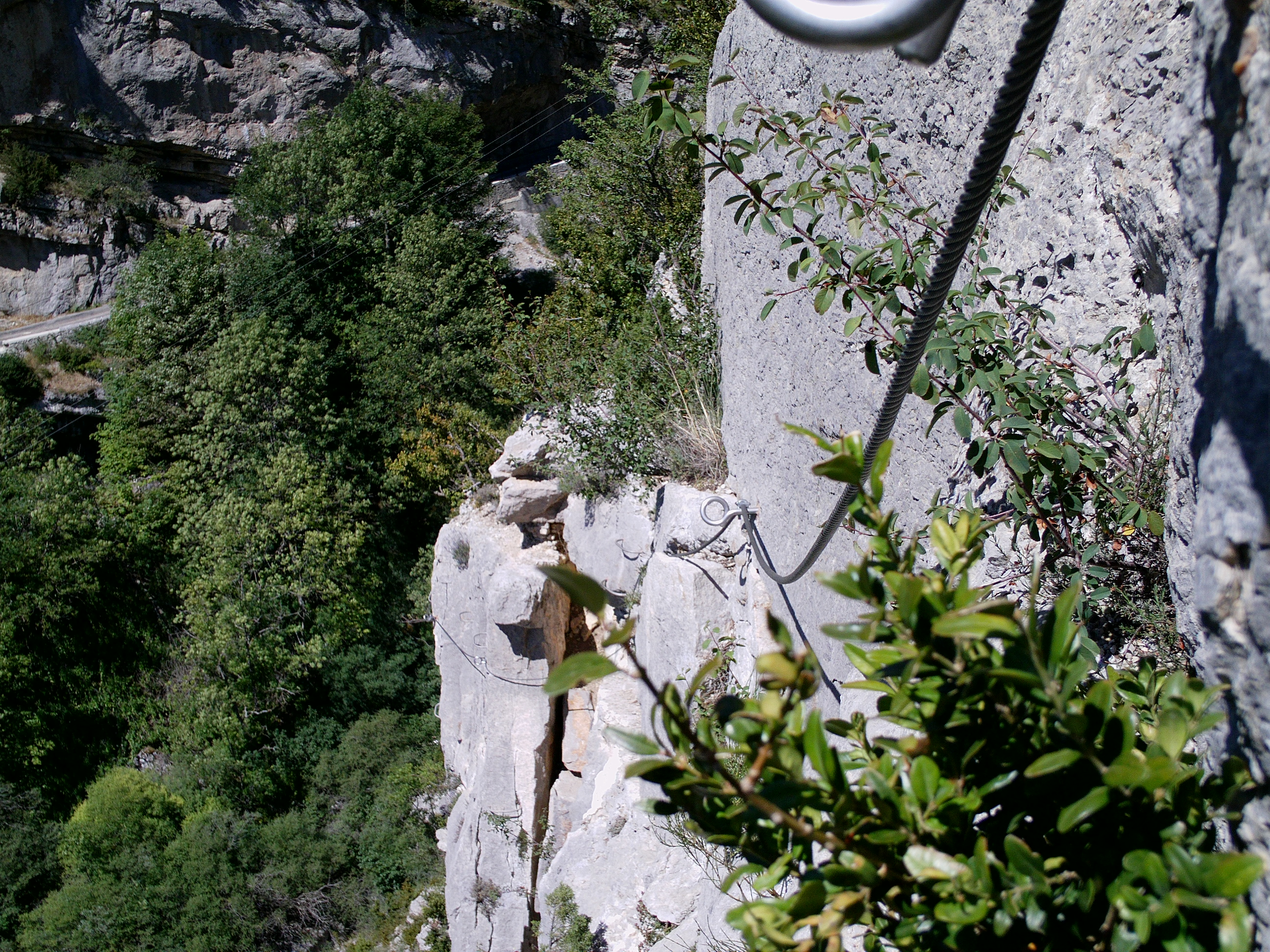
Via ferrata.
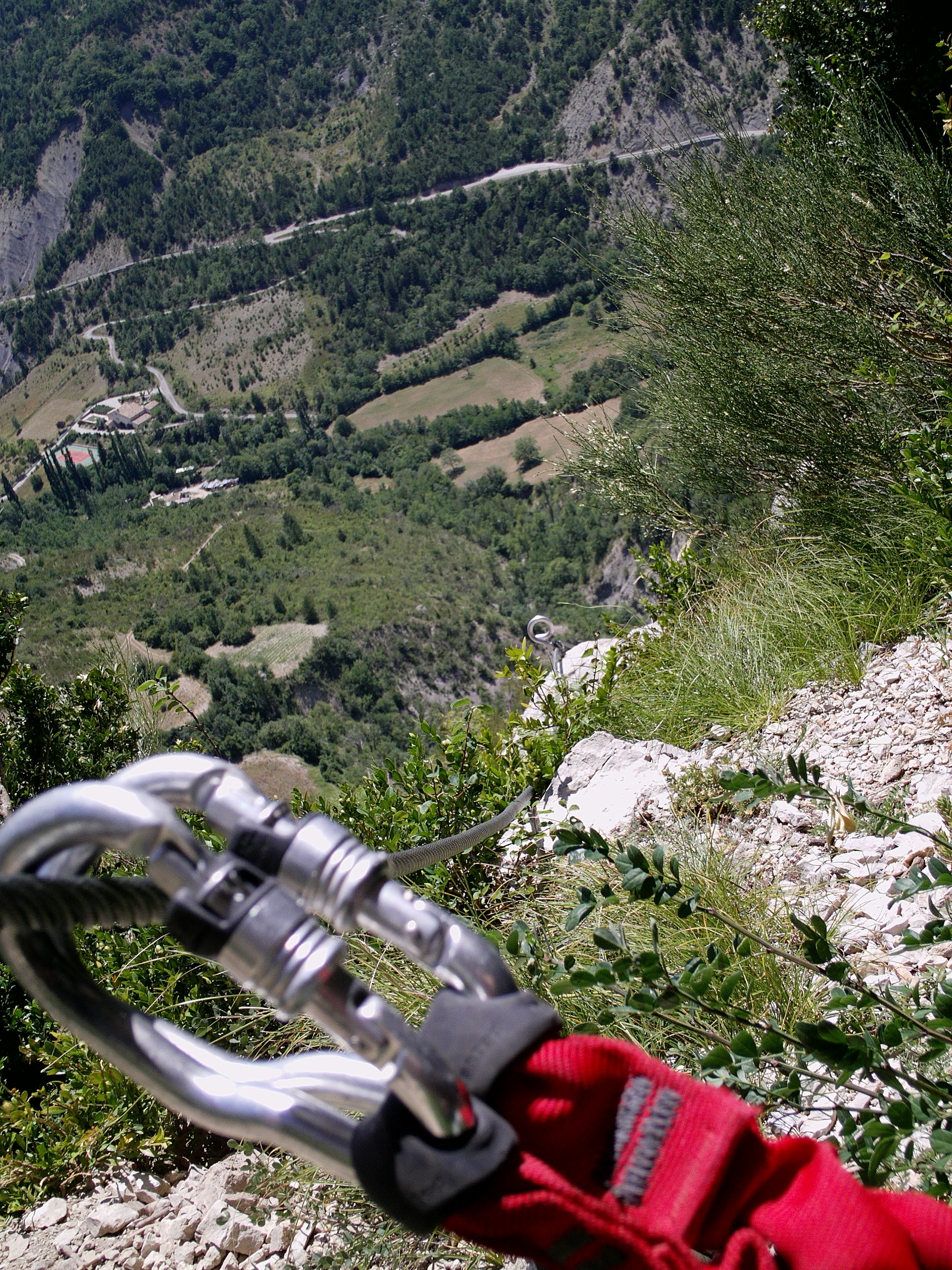
Via ferrata.
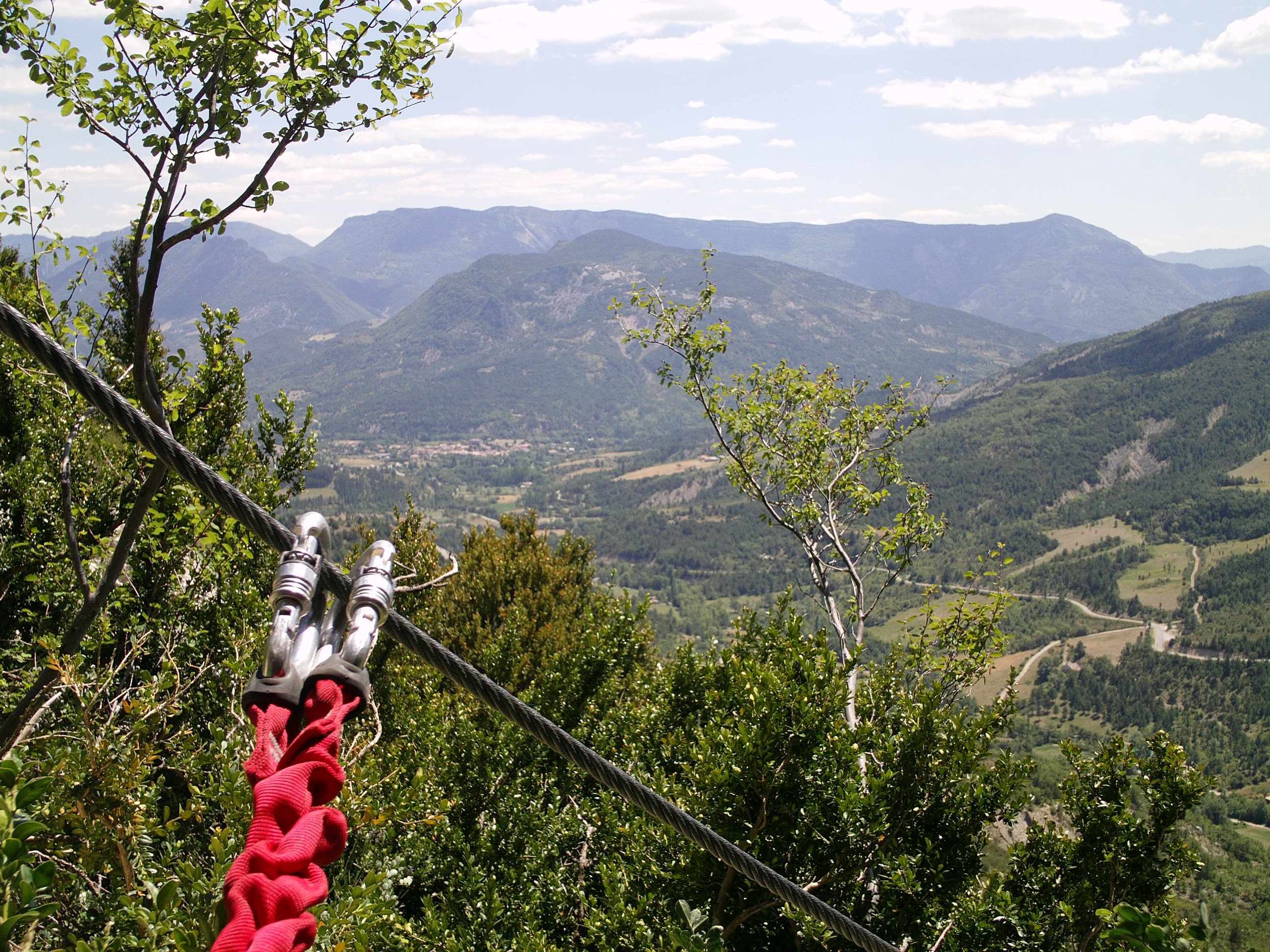
Via ferrata.

### Cultes
La paroisse catholique de Chalancon dépend du diocèse de Valence, doyenné de Sahune.

## Économie

### Agriculture
En 1992 : pâturages (ovins), lavande.

## Culture locale et patrimoine

### Lieux et monuments
- Petit village ancien perché[1].
- Ruines du château de Chalancon (XIIe siècle)[1].
- Église Saint-Pierre de Chalancon, ancienne (remaniée)[1].

### Patrimoine naturel
- Un gouffre[2].

### Héraldique, logotype et devise
|  | Chalancon possède des armoiries dont l'origine et le blasonnement exact ne sont pas disponibles. |